# Нелюбин, Яков Николаевич
Яков Николаевич Нелюбин (1907—1963) — участник Великой Отечественной войны, командир миномётного взвода 936-го стрелкового полка (254-я стрелковая дивизия, 52-я армия, Степной фронт), младший лейтенант. Герой Советского Союза (1944).

## Биография
Родился 3 апреля 1907 года в посёлке Губаха (позже — город Пермской области, ныне Пермского края). Русский. Окончил 5 классов. До призыва в армию работал десятником в леспромхозе, затем кредитным инспектором пункта Промбанка.
В Красной Армии в 1929—1932 годах и с 1941 года. В 1942 году окончил курсы младших лейтенантов. Член ВКП(б)/КПСС с 1942 года.
Командир миномётного взвода 936-го стрелкового полка младший лейтенант Яков Нелюбин 2 октября 1943 года одним из первых в составе подразделения переправился через Днепр в районе села Крещатик (Черкасский район Черкасской области, Украина), участвовал в захвате плацдарма. Отвлекая на себя контратакующего врага, дал возможность командиру полка ввести в бой резервную роту и сохранить плацдарм. Был ранен, но не покинул поля боя.
Находился в госпитале города Золотоноша. Потом были госпитали в Харькове, Кисловодске и частичная ампутация правой голени.
Указом Президиума Верховного Совета СССР «О присвоении звания Героя Советского Союза генералам, офицерскому, сержантскому и рядовому составу Красной Армии» от 22 февраля 1944 года за «образцовое выполнение боевых заданий командования при форсировании реки Днепр, развитие боевых успехов на правом берегу реки и проявленные при этом отвагу и геройство» удостоен звания Героя Советского Союза с вручением ордена Ленина и медали «Золотая Звезда» (№ 3976).
После войны — в запасе. Работал в городе Губаха управляющим Губахинским отделением Промбанка, а затем в городе Кисловодске Ставропольского края.
Умер 1 января 1963 года.

## Награды
- Награждён орденом Красной Звезды, а также медалями.